# Golf na Igrzyskach Śródziemnomorskich 2009
Golf na Igrzyskach Śródziemnomorskich 2009 odbywał się w dniach 29 czerwca – 2 sierpnia w Miglianico, 18 km od Pescary.

## Kobiety

### Indywidualnie
| Lp. | Państwo   | Zawodnik                  |
| --- | --------- | ------------------------- |
| 1.  | Hiszpania | Azahara Munoz Guijarro    |
| 2.  | Hiszpania | Carlota Ciganda Machinena |
| 3.  | Francja   | Emilie Alonso             |

### Drużynowo
| Lp. | Państwo   | Zawodnicy                                                                  |
| --- | --------- | -------------------------------------------------------------------------- |
| 1.  | Hiszpania | Azahara Munoz Guijarro Carlota Ciganda Machinena Inas Diaz Negrete Palacio |
| 2.  | Francja   | Emilie Alonso Rosanna Crepiat Perrine Delacourt                            |
| 3.  | Włochy    | Alessandra De Poli De Luigi Giulia Molinaro Alessandra Averna              |

## Mężczyźni

### Indywidualnie
| Lp. | Państwo  | Zawodnik            |
| --- | -------- | ------------------- |
| 1.  | Słowenia | Tim Gornik          |
| 2.  | Włochy   | Filippo Bergamaschi |
| 3.  | Francja  | Nicolas Peyrichou   |

### Drużynowo
| Lp. | Państwo | Zawodnicy                                               |
| --- | ------- | ------------------------------------------------------- |
| 1.  | Włochy  | Filippo Bergamaschi Claudio Viganò Niccolò Ravano       |
| 2.  | Francja | Mayel Oueld Es Cheikh Nicolas Peyrichou Frédéric Abadie |
| 3.  | Turcja  | Gencer Ozcan Mustafa Hocaoglu Hamza Hakan Sayin         |